# Jacqueline Obradors
Jacqueline Danell Obradors (Los Angeles, 6 ottobre 1966) è un'attrice statunitense.

## Filmografia

### Attrice

#### Cinema
- Red Sun Rising, regia di Francis Megahy (1994)
- Soldier Boyz, regia di Louis Morneau (1996)
- Sei giorni, sette notti (Six Days, Seven Nights), regia di Ivan Reitman (1998)
- Gigolò per sbaglio (Deuce Bigalow: Male Gigolo), regia di Mike Mitchell (1999)
- Tortilla Soup, regia di  Maria Ripoll (2001)
- Il risolutore (A Man Apart), regia di F. Gary Gray (2003)
- Unstoppable, regia di David Carson (2004)
- Crossing Over, regia di Wayne Kramer (2009)
- Windows on the World, regia di Michael D. Olmos (2019)
- Palm Springs - Vivi come se non ci fosse un domani (Palm Springs), regia di Max Barbakow (2020)

#### Televisione
- Piccola peste s'innamora (Problem Child 3: Junior in Love) – film TV (1995)
- NYPD - New York Police Department (NYPD Blue) – serie TV, 80 episodi (2001-2005)
- Freddie – serie TV, 22 episodi (2005-2006)
- NCIS - Unità anticrimine (NCIS) – serie TV, 3 episodi (2010)
- Castle – serie TV, episodi 8x01-8x02 (2015)
- Bosch – serie TV, 25 episodi (2019-2021)
- Segreti di una tata (The Watchful Eye) – serie TV (2023)

## Doppiatrici italiane
Nelle versioni in italiano delle opere in cui ha recitato, Jacqueline Obradors è stata doppiata da:
- Georgia Lepore in Bosch, Bosch: L'eredità
- Claudia Razzi in NYPD - New York Police Department
- Barbara De Bortoli in Cold Case - Delitti irrisolti
- Alessandra Korompay in NCIS - Unità anticrimine
- Emanuela Damasio in The Glades
- Maura Cenciarelli in Castle
- Daniela Abbruzzese in NCIS: Los Angeles
- Giuppy Izzo in Tortilla Soup
- Alessandra Pagnotta in Grey's Anatomy
- Valentina Pollani in Daisy Jones & the Six
- Roberta Pellini in Tracker

Da doppiatrice è stata sostituita da:
- Marjo Berasategui in Atlantis - Il ritorno di Milo